# گلن هانتلی، ویکتوریا
گلن هانتلی (به انگلیسی: Glen Huntly) یک منطقهٔ مسکونی در استرالیا است که در City of Glen Eira واقع شده‌است.